# József Pintér
József Pintér (ur. 9 listopada 1953 w Budapeszcie) – węgierski szachista, arcymistrz od 1982 roku.

## Kariera szachowa
Od drugiej połowy lat 70. do końca 80. należał do ścisłej czołówki węgierskich szachistów. Dwukrotnie (w latach 1978 i 1979) zdobył tytuły mistrza kraju. W czasie trwania swojej kariery odniósł wiele turniejowych sukcesów, m.in. w Sziraku (1985, dzielone I miejsce), Kopenhadze (1985, I), Pradze (1985, dz. I), Sziraku (1986, II), Warszawie (1987, I), Dortmundzie (1988, dz. II) i León (1989, I m.). Trzykrotnie startował w turniejach międzystrefowych (eliminacji mistrzostw świata), zajmując następujące miejsca: Las Palmas (1982 - VIII), Taxco de Alarcón (1985 - X) oraz Zagrzeb (1987 - XI). Od roku 1980 reprezentował Węgry na szachowych olimpiadach (do roku 1998 - ośmiokrotnie), zdobywając dwa medale: złoty (1984 - za indywidualny wynik na V szachownicy) oraz srebrny (1980 - wraz z drużyną). W latach 1980–1999 wystąpił również sześciokrotnie na drużynowych mistrzostwach Europy, na których zdobył dwa medale srebrne (1980, 1999) oraz jeden brązowy (1983) - wszystkie wraz z drużyną.
Najwyższy ranking w karierze osiągnął 1 lipca 1998 r., z wynikiem 2595 punktów dzielił wówczas 88-95. miejsce na światowej liście Międzynarodowej Federacji Szachowej, jednocześnie dzieląc 5-6. miejsce (wspólnie z Lajosem Portischem) wśród węgierskich szachistów.